# Simon Stijl

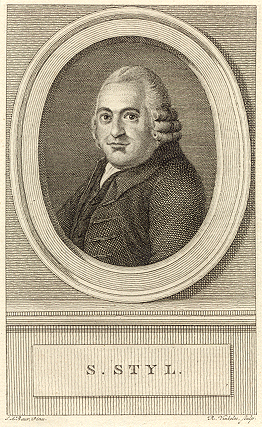
Simon Stijl

Simon Stijl (Harlingen, 25 februari 1731 – aldaar, 4 mei 1804) was een Harlinger medicus, politicus, auteur, dichter en toneelschrijver. 

## Biografie
Stijl begon als twaalfjarige aan een studie aan de Franeker hogeschool. Hij werd op 28 oktober 1749 ingeschreven als medisch student te Leiden, was vanaf 1752 medisch kandidaat te Franeker en promoveerde aldaar op 30 mei 1754 tot doctor in de Geneeskunde waarna hij zich in Harlingen vestigde als arts. Hij schreef diverse verzen, gedichten en toneelstukken.
Hij was representant van Friesland naar de eerste Nationale Vergadering (1795-1796) om mee te helpen aan de samenstelling van de Bataafse Republiek, afgevaardigde van Sneek naar de tweede Nationale Vergadering (april-mei 1796) en lid van de Grondwetscommissie.

## Nagedachtenis
Op 29 december 1860 werd in Harlingen een monument voor hem onthuld, met een buste ontworpen door beeldhouwer Louis Royer, bekostigd uit een legaat van zijn oom, de Leeuwarder doctor Jan van der Plaats. Dr. J.G. Ottema hield in de Doopsgezinde Kerk een feestrede.